# ŽVK Dinamo Moskou
ŽVK Dinamo Moskou (Russisch: волейбольный клуб Динамо Москва) is de damesvolleybaltak van de omnisportvereniging Dinamo Moskou uit Rusland, opgericht in 1926. De club werd In 1992 opgeheven, maar opnieuw opgericht in 2004. De club is een van de meest succesvolle clubs in Rusland en in Europa.

## Prijzen
- Russische Volleybal Super League
  - Winnaar : 2006, 2007, 2009
  - Tweede: 2005, 2010
- Russische Beker
  - Tweede: 2004, 2005
  - Derde: 2006
- Soviet Landskampioenschap
  - Winnaar : 1947, 1951, 1953–1955, 1960, 1962, 1970–1973, 1975, 1977, 1983
  - Tweede: 1949, 1952, 1957, 1958, 1966, 1974, 1981
  - Derde: 1948, 1950, 1965, 1969, 1976, 1978, 1979
- USSR Cup
  - Winnaar: 1950, 1951, 1953, 1982
- CEV Top Teams Cup Women
  - Tweede: 2006
- CEV Champions League Women
  - Winnaar: 1961, 1963, 1965, 1968, 1969–1972, 1974, 1975, 1977
  - Tweede: 1966, 1967, 1973, 2007, 2009